# نيلس غوستافسون
نيلس غوستافسون (بالفنلندية: Nils Gustafsson)‏ هو سائق حافلة فنلندي، ولد في 10 مايو 1942 في فانتا في فنلندا.